# Ferrovia Gossau-Appenzello
La ferrovia Gossau–Appenzello è una linea ferroviaria della Svizzera che unisce Gossau nel Canton San Gallo ad Appenzello nel cantone omonimo; dal 1988 la società esercente si chiama Appenzeller Bahnen (AB).

## Storia
Nel 1872 venne fondata la Schweizerische Gesellschaft für Lokalbahnen (SGL) per costruire ferrovie locali e tranvie; essa attivò il 12 aprile 1875 una relazione ferroviaria tra Winkeln (alla periferia di San Gallo, sulla ferrovia San Gallo-Winterthur) ed Herisau, dal successivo 12 settembre prolungata fino a Urnäsch. Entrata in difficoltà finanziarie, la SGL vide l'ingresso di capitali appenzellesi e nel 1885 cambiò ragione sociale in Appenzellerbahn-Gesellschaft (AB) Il 16 agosto la linea fu prolungata fino a Gontenbad e il 29 ottobre 1886 fino ad Appenzello.
La costruzione nel 1910 della linea Bodensee-Toggenburg-Bahn creò una situazione conflittuale con la linea della AB nella tratta Herisau – Winkeln. Venne quindi realizzato un nuovo capolinea a Gossau in collegamento con la rete delle Ferrovie Federali Svizzere. Dal 1º ottobre 1913 entrò in funzione la nuova tratta sostitutiva Herisau – Gossau, sopprimendo la vecchia relazione Herisau – Winkeln.
Nel 1929 vennero introdotte automotrici Diesel; la linea venne elettrificata a partire dal 22 aprile 1933. Il 1º gennaio 1947 la Appenzellerbahn aumentò la propria rete con la tratta Appenzell-Weissbad-Wasserauen (AWW), assorbita a seguito della legge federale del 1939 sull'aiuto alle ferrovie, che forniva aiuto finanziario alle stesse a condizione di una fusione tra società.
La AB cambiò ragione sociale nel 1923 in Appenzeller-Bahn-Gesellschaft e nel 1988 assorbì la St. Gallen-Gais-Appenzell-Altstätten-Bahn (SGA, concessionaria delle linee San Gallo-Gais-Appenzello e Altstätten-Gais), divenendo Appenzeller Bahnen.
Oggi la linea è parte della linea S23 della rete celere di San Gallo.

## Percorso
|  |  |  | Continuation backward |

|  |  |  |  | Unknown route-map component "ABZg+l" | Unknown route-map component "CONTfq" |

|  | Head station |  | Station on track |

|  | Straight track | Unknown route-map component "STR+l" | Unknown route-map component "ABZgr" |

|  | Straight track | Non-passenger station/depot on track | Straight track |

|  | Unknown route-map component "ABZg+l" | One way rightward | Straight track |

|  | Straight track |  | Straight track |

|  | Straight track | Unknown route-map component "exKBHFa" | Station on track |

|  |  | Straight track | Unknown route-map component "exSTR" | One way leftward | Unknown route-map component "CONTfq" |

| Straight track | Unknown route-map component "exTUNNEL2" |

| Enter and exit short tunnel | Unknown route-map component "exSTR" |

| One way leftward | Unknown route-map component "xABZg+r" |

|  | Unknown route-map component "STR+l" | Unknown route-map component "KRZo" | Unknown route-map component "CONTfq" |

| Station on track | Station on track |

| Unknown route-map component "CONTgq" | Unknown route-map component "STRr+l" | Unknown route-map component "xABZgr" |  |

| Enter and exit short tunnel | Unknown route-map component "exSTR" |

| Straight track | Unknown route-map component "exTUNNEL2" |

| Straight track | Unknown route-map component "exKBHFe" |

| Station on track |

| Station on track |

| Non-passenger station/depot on track |

| Stop on track |

| Station on track |

| Unknown route-map component "hKRZWae" |

| Station on track |

| Unknown route-map component "pHST" |

| Station on track |

| Stop on track |

| Unknown route-map component "hKRZWae" |

| Station on track |

| Unknown route-map component "ABZgl" | Unknown route-map component "CONTfq" |

| Continuation forward |

La linea parte dal 1913 dalla stazione di Gossau SG, comune alle linee FFS San Gallo-Winterthur e Sulgen-Gossau; si dirige quindi verso sud, scavalcando la Bodensee-Toggenburg-Bahn (BT) poco prima della stazione di Herisau. Sino al 1910 la stazione di Herisau era una stazione di testa, situata nel centro della città, e i treni diretti da Winkeln ad Appenzello dovevano effettuare un regresso; con l'apertura della BT fu aperta una nuova stazione comune alle due linee (nell'area della vecchia stazione fu costruito un albergo).
Lasciata Herisau la linea si dirige verso Waldstatt e corre nella valle del fiume Urnäsch (attraversato nell'omonima località), toccando Gonten. Termina quindi nella stazione di Appenzello.